# Vizuelna pismenost
Vizuelna pismenost je sposobnost razumijevanja i koncipiranja slikovnih poruka. Drugim riječima, vizuelna pismenost predstavlja grupu sposobnosti koje pojedinac razvija gledanjem, dok istovremeno integriše ostala čulna iskustva. U komunikološkom smislu, vizuelna pismenost je mogućnost interpretacije i generisanja slika kojima se komuniciraju ideje i koncepti.

## Nastanak i značenje termina
Termin „vizuelna pismenost“ osmislio je Džon Debes 1969. godine, jedna od najpoznatijih ličnosti u istoriji IVLA (Internacionalna Asocijacija za Vizuelnu pismenost). Prvobitna definicija Džona Debesa glasila je:
„Vizuelna pismenost predstavlja grupu sposobnosti koje pojedinac razvija gledanjem, dok istovremeno integriše ostala čulna iskustva. Razvoj ovih osobina je od fundamentalne važnosti za normalno ljudsko učenje. Kada su razvijene, one omogućavaju vizuelno pismenoj osobi da bira i interpretira vidljive postupke, predmete, simbole koji ga okružuju. Krot kreativnu upotrebu ovih sposobnosti, osoba je u mogućnosti da komunicira sa drugima. Kroz zahvalnu upotrebu vizuelnih mogućnosti, osoba može da uživa u vrhunskim djelima vizuelne komunikacije.“
Današnja definicija se razlikuje od prvobitne zbog razvoja tehnologije i digitalnih mogućnosti. Mezaris objašnjava termin „vizuelna pismenost“ kao sticanje znanja i iskustva o funkcionisanju vizuelnih medija uz povećanu svijesnost o značenju njihovog funkcionisanja. Džon Sili Braun je mnogo moderniji kada definiše termin:
„Ako se ne možete nositi sa jezikom sa ekrana, niste pismeni ... Danas postoji nova vrsta digitalne podjele, koja razdvaja fakultete od studenata. Fakultet se nalazi u jučerašnjem analognom svijetu, a nasuprot se nalaze studenti koji dolaze iz jasno definisanog digitalnog svijeta, kao i super brze produkcije slika.“
Ideja o upotrebi slika za predstavljanje tehničkih predmeta nije nova. Drevne slike iz mnogih zemalja pokazuju da su vizuelne informacije već dugo važan faktor u komuniciranju ideja o svijetu i njegovom funkcionisanju. Značaj vizuelne pismenosti je očigledan kada se posmatra razvoj disciplina kroz istoriju. Na primjer, čitanje mapa i iks-zraka su uvijek bili značajni u ljudskom životu. Takođe, ljudi su se oslanjali na slike kako bi napravili razumljive interpretacije sofisticiranih i kompleksnih ideja kao što su matematičke ili hemijske formule, kao i čitanje arhitektonskih planova. Kombinovanje slikovnih i lingvističkih elemenata je viđeno kao najbolje sredstvo za objašnjavanje i prikazivanje struktura.
Istorijat vizuelne pismenosti može se posmatrati u odnosu na razvoj računarske pismenosti. Tokom 1990. godine računar postaje toliko integrisan u univerzitetske i akademske aktivnosti, da su mnogi kursevi sadržali i dio koji je izvođen uz pomoć tehnološke komponente. U tekućoj deceniji, svakodnevni rast korištenja tehnologije vodi do toga da se sve veći dijelovi instrukcija na univerzitetima daju uz pomoć računara. Jasan pokazatelj je rast učenja na daljinu. Vizuelna pismenost može pratiti isti put kao računarska pismenost, ali uz mnogo brži razvoj.
Vizuelna pismenost se u okviru komunikacije može posmatrati iz tri ugla:
1. Vizuelizacija podataka
2. Tipografija kao komunikacija
3. Boja kao komunikacija.

## Razvoj vizuelne pismenosti
Predavači moraju razvijati kapacitet studenata za razumijevanje i ispravnu interpretaciju specijalnih tehničkih prikaza i slika. Učenje neophodnih znanja i vještina treba započeti kada je dijete veoma mlado, čak prije nego što počnu formalne studije nauke i tehnologije.
Kada je dijete staro oko dvanaest mjeseci, sposobno je da čita grafičke elemente sa malom preciznošću. Na primjer, oni znaju da fotografija jabuke odgovara pravoj jabuci. Od treće godine djeca počinju koncipirati vizuelne elemente i razumijevati grafičke forme koje mogu koristiti u komunikaciji. Takođe, u tom periodu djeca koriste slike kako bi odredili značenja stvari. Na primjer, krug i dva štapa mogu biti korišteni da se prikaže čovjek, zatim slika oblika slova „m“ da se odredi ptica i slično. Istraživači takođe vjeruju da je jedna od prvih kompleksnih mentalnih operacija kod beba vizueliziranje i kreiranje slika u memoriji. Na primjer, dijete staro oko sedam nedjelja ima jasnu sliku svoje majke i mogu je razlikovati od drugih osoba, čak i od onih žena koje liče na njihovu majku.

## Važnost vizuelne pismenosti
Slike mogu biti veoma moćan faktor u ljudskoj kolektivnoj i individualnoj svijesti. Vizuelna pismenost uključuje kritičko mišljenje i osmišljavanje riješenja koji se mogu koristiti tokom svih polja i perioda učenja. Implikacije učenja vizuelne pismenosti su sljedeće:
- razvijanje kritičkog mišljenja u odnosu na vizuelne informacije;
- poboljšavanje verbalne i pismene komunikacije, kao i rječnika kako bi se stvorila mogućnost da se piše i priča o slikama;
- predstavljanje produkcije slika, tehnika i programa za manipulaciju;
- integrisanje vizuelne pismenosti sa svim poljima učenja;
- poboljšavanje kreativnosti;
- pobrinuti se o ravnoteži između vizuelne i tekstualne pismenosti;
- postavljati pitanja studentima o slikama;
- ohrabriti studente da uočavaju skrivene poruke koje su ugrađene u značenje slika.

## Spoljašnje veze
- Internacionalna Asocijacija za vizuelnu pismenost
- AT&T Knowledge Network Explorer
- University Museums, Iowa State University Архивирано на веб-сајту  (30. мај 2010)